# Whiskeytown
Whiskeytown var ett amerikanskt alt-countryband, bildat i Raleigh, North Carolina och aktivt mellan 1994 och 1999. Bandets frontfigur var sångaren och gitarristen Ryan Adams, som senare blivit framgångsrik som soloartist. Tillsammans med violinisten Caitlin Cary var han den enda av medlemmarna som medverkade på samtliga album som gruppen gav ut.

## Medlemmar
Originalmedlemmar
- Ryan Adams – sång, gitarr (1994–2000)
- Caitlin Cary - fiol, sång, slagverk (1994–2000)
- Eric "Skillet" Gilmore – trummor, slagverk (1994–1997)
- Steve Grothmann – basgitarr (1994–1997)
- Phil Wandscher – gitarr, sång (1994–1997)

Senare medlemmar (urval)
- Ed Crawford – gitarr
- Steven Terry – trummor, slagverk
- Jeff Rice – basgitarr
- Mike Daly – basgitarr, keyboard, gitarr, mandolin, sång
- Jenni Snyder – basgitarr
- Chris Laney – basgitarr
- Bill Ladd – pedal steel gitarr

## Diskografi
Album
- 1996 – Faithless Street
- 1997 – Rural Free Delivery
- 1997 – Stranger's Almanac
- 2001 – Pneumonia

EP
- 1995 – Angels
- 1997 – Theme for a Trucker
- 1997 – Rural Free Delivery
- 1997 – In Your Wildest Dreams

Singlar
- 1997 – "16 Days" / "The Rain Won't Help You When It's Over" / "Wither, I'm A Flower"
- 1997 – "Yesterday's News (Radio version)" / "Yesterday's News (LP version)"
- 1998 – "Car Songs" (aka "Highway 145 / My '63") (delad singel med Neko Case och The Sadies)
- 2001 – "Don't Be Sad"
- 2009 – "San Antone" / "The Great Divide"